# Naked Malt
Naked Malt (до 2021 года Naked Grouse) — марка шотландского виски (скотча) премиального класса. Производством занимается компания The Edrington Group.

## История
Впервые был выпущен в 2011 году как купажированный (blended) виски, выдержанный в бочках из-под хереса. Позиционировался как «более гладкое и сладкое» дополнение к расширенной линейке The Famous Grouse.
В 2017 году Naked Grouse перезапустили как самостоятельный бренд, созданный из ассортимента односолодовых виски (blended malt), без какого-либо зернового спирта, с более насыщенным вкусом и ароматом по сравнению с купажированным предшественником.
Элейн Миллер, менеджер по глобальному маркетингу Edrington group, подтвердила, что виски больше не будет частью портфеля The Famous Grouse, который включает в себя Mellow Gold, Smoky Black, Black Grouse Alpha и другие купажи. Также она добавила, что бренд уходит от устаревших стереотипов о культуре виски и нацелен на более молодую аудиторию, так называемых миллениалов.
В 2021 году произошёл ребрендинг и виски сменил название с Naked Grouse на Naked Malt.

## Производство
Солодовый виски Naked Malt изготавливается путем женитьбы односолодовых спиртов The Edrington Group. Процесс созревания происходит в бочках из-под хереса Олоросо первого наполнения и продолжается в течение шести месяцев, из-за чего у напитка появляется приятный аромат ириса, белого шоколада и фруктов. На выходе Naked Grouse имеет крепость 40 %.

## Награды
- 2018 год — Пятизвездочная / Высочайшая рекомендация (F. Paul Pacult's Spirit Journal, march 2018)[3]
- 2018 год — Трофей председателя (96 баллов в рейтинге 2018 Ultimate Spirits Challenge blind tasting)[4][5]